# Schizopera longicauda
Schizopera longicauda är en kräftdjursart som beskrevs av Georg Ossian Sars 1905. Schizopera longicauda ingår i släktet Schizopera och familjen Diosaccidae. Inga underarter finns listade i Catalogue of Life.